# Xolotl (persoană)
Xolotl (sau Xólotl) a fost un lider Chichimec semi-legendar din secolul al XIII-lea. El a fost numit după zeul aztec, Xolotl. Chichimeca este numele pe care populațiile Nahua din Mexic l-au dat la o gamă largă de popoare semi-nomade care au locuit în nordul Mexicului și în sud-vestul Statelor Unite ale Americii. Din unele tradiții istoriografice reiese că Xolotl a fondat Tenayuca în cca. 1224. Xolotl a fost urmat de Nopaltzin care a consolidat Regatul Chichimec. Fiica sa a fost Cuetlaxochitzin, regina Azcapotzalco, soția regelui Acolnahuacatl și mama celebrului Tezozomoc.